# توماس هاميلتون (لاعب كرة سلة)
توماس هاميلتون (3 أبريل 1975 بشيكاغو في الولايات المتحدة - ) (بالإنجليزية: Thomas Hamilton)‏ هو لاعب كرة سلة أمريكي في مركز الوسط. لعب مع بوسطن سيلتكس وهيوستن روكتس.

## وصلات خارجية
- توماس هاميلتون على موقع إن بي أي (الإنجليزية)
- توماس هاميلتون على موقع سبورتس رفرنس (الإنجليزية)
- توماس هاميلتون على موقع كرة السلة الأوروبية.كوم (الإنجليزية)
- توماس هاميلتون على موقع ريلجم (الإنجليزية)
- توماس هاميلتون على موقع بروبوليرز (الإنجليزية)
- توماس هاميلتون على موقع سبورتس رفرنس (الإنجليزية)